# Вирхинија Руано Паскуал
Вирхинија Руано Паскуал (шп. Virginia Ruano Pascual; рођена 21. септембра 1973. у Мадриду, Шпанија) је шпанска професионална тенисерка. Тренутно је 108. тенисерка на ВТА листи у појединачној и 9. у конкуренцији женских парова.
Њена највиша позиција у појединачној конкуренцији, у којој је освојила три турнира, јесте 28. место, на коме се нашла 12. априла 1999. године. Далеко успешнија је у игри парова. У тој конкуренцији, освојила је 41 титулу, укључујући и девет гренд слем турнира. Такође је освојила и сребрну медаљу за Шпанију на Олимпијским играма 2004. и Олимпијским играма 2008. у конкуренцији женских парова.

## Награде
- 2002: ВТА награда за најбољи тениски пар године (са Паолом Суарез)
- 2002: ИТФ светски шампиони у женском дублу (са Паолом Суарез)
- 2003: Награда "Premio Consagración Clarín" за достигнућа у спорту (са Паолом Суарез)
- 2003: ВТА награда за најбољи тениски пар године (са Паолом Суарез)
- 2004: ВТА награда за најбољи тениски пар године (са Паолом Суарез)

## Гренд слем финала

### Женски парови (15)

#### Победе (9)
| Година | Турнир                           | Партнер               | Противници у финалу                    | Резултат      |
| 2001   | Отворено првенство Француске     | Паола Суарез          | Јелена Докић Кончита Мартинез          | 6–2, 6–1      |
| 2002   | Отворено првенство Француске (2) | Паола Суарез          | Лиса Рејмонд Рене Стабс                | 6–4, 6–2      |
| 2002   | Отворено првенство САД           | Паола Суарез          | Јелена Дементјева Џенет Хусарова       | 6–2, 6–1      |
| 2003   | Отворено првенство САД (2)       | Паола Суарез          | Светлана Кузњецова Мартина Навратилова | 6–2, 6–2      |
| 2004   | Отворено првенство Аустралије    | Паола Суарез          | Светлана Кузњецова Јелена Лиховцева    | 6–4, 6–3      |
| 2004   | Отворено првенство Француске (3) | Паола Суарез          | Светлана Кузњецова Јелена Лиховцева    | 6–0, 6–3      |
| 2004   | Отворено првенство САД (3)       | Паола Суарез          | Светлана Кузњецова Јелена Лиховцева    | 6–4, 7–5      |
| 2005   | Отворено првенство Француске (4) | Паола Суарез          | Кара Блек Лајзел Хјубер                | 4–6, 6–3, 6–3 |
| 2008   | Отворено првенство Француске (5) | Анабел Медина Гаригес | Кејси Деласква Франческа Скјавоне      | 2–6, 7–5, 6–4 |

#### Порази (6)
| Година | Турнир                           | Партнер      | Противници у финалу            | Резултат      |
| 2000   | Отворено првенство Француске     | Паола Суарез | Мартина Хингис Мери Пирс       | 6–2, 6–4      |
| 2002   | Вимблдон                         | Паола Суарез | Серена Вилијамс Винус Вилијамс | 6–2, 7–5      |
| 2003   | Отворено првенство Аустралије    | Паола Суарез | Серена Вилијамс Венус Вилијамс | 4–6, 6–4, 6–3 |
| 2003   | Отворено првенство Француске (2) | Паола Суарез | Ким Клајстерс Аи Сугијама      | 6–7, 6–2, 9–7 |
| 2003   | Вимблдон (2)                     | Паола Суарез | Ким Клајстерс Аи Сугијама      | 6–4, 6–4      |
| 2006   | Вимблдон (3)                     | Паола Суарез | Зи Јан Жији Женг               | 6–3, 3–6, 6–2 |

### Мешовити парови

#### Победе (1)
| Година | Турнир                       | Партнер        | Противници у финалу      | Резултат |
| 2000   | Отворено првенство Француске | Томас Карбонељ | Жејми Осинс Паола Суарез | 7–5, 6–3 |

## Освојене титуле

### Парови (41)
| Легенда           |
| Гренд слем (9)    |
| ВТА шампионат (1) |
| Тијер I (11)      |
| Тијер II (5)      |
| Тијер III (7)     |
| Тијер IV и V (8)  |

| Бр. | Датум               | Турнир                        | Место одржавања                | Подлога | Партнерка             | Противнице у финалу                      | Резултати      |
| 1.  | 18. јануар 1998.    | Мурила Хобарт интернешнл      | Хобарт, Аустралија             | Тврда   | Паола Суарез          | Жули Алар-Декуги Џенет Хусарова          | 7–6, 6–3       |
| 2.  | 26. април 1998.     | Велика награда Будимпеште     | Будимпешта, Мађарска           | Шљака   | Паола Суарез          | Каталина Кристеа Лаура Монталво          | 4–6, 6–1, 6–1  |
| 3.  | 10. мај 1998.       | Рим Мастерс                   | Рим, Италија                   | Шљака   | Паола Суарез          | Аманда Којцер Аранча Санчез Викарио      | 7–6, 6–4       |
| 4.  | 23. мај 1999.       | Мадрид опен                   | Мадрид, Шпанија                | Шљака   | Паола Суарез          | Марија Фернанда Ланда Марлен Вајнгартнер | 6–2, 0–6, 6–0  |
| 5.  | 23. април 2000.     | Куп породичног круга          | Чарлстон, Јужна Каролина, САД  | Шљака   | Паола Суарез          | Кончита Мартинез Патрисија Тарабини      | 7–5, 6–3       |
| 6.  | 23. јул 2000.       | Сопот опен                    | Сопот, Пољска                  | Шљака   | Паола Суарез          | Аса Карлсон Рита Гранде                  | 7–5, 6–1       |
| 7.  | 20. мај 2001.       | Отворено првенство Белгије    | Антверпен, Белгија             | Шљака   | Елс Каљен             | Кристи Богерт Миријам Ореманс            | 6–3, 3–6, 6–4  |
| 8.  | 26. мај 2001.       | Мадрид опен                   | Мадрид, Шпанија                | Шљака   | Паола Суарез          | Лиса Рејмонд Рене Стабс                  | 7–5, 2–6, 7–6  |
| 9.  | 10. јун 2001.       | Отворено првенство Француске  | Париз, Француска               | Шљака   | Паола Суарез          | Јелена Докић Кончита Мартинез            | 6–2, 6–1       |
| 10. | 22. јул 2001.       | Шампионат француског друштва  | Конке-Хеист, Белгија           | Шљака   | Магуи Серна           | Руксандра Драгомир Андреа Ванц           | 6–4, 6–3       |
| 11. | 24. фебруар 2002.   | Колсанитас куп                | Богота, Колумбија              | Шљака   | Паола Суарез          | Тина Кризан Катарина Среботник           | 6–2, 6–1       |
| 12. | 3. март 2002.       | Турнир у Акапулку             | Акапулко, Мексико              | Шљака   | Паола Суарез          | Тина Кризан Катарина Среботник           | 7–5, 6–1       |
| 13. | 19. мај 2002.       | Рим Мастерс                   | Рим, Италија                   | Шљака   | Паола Суарез          | Кончита Мартинез Патрисија Тарабини      | 6–3, 6–4       |
| 14. | 9. јун 2002.        | Отворено првенство Француске  | Париз, Француска               | Шљака   | Паола Суарез          | Лиса Рејмонд Рене Стабс                  | 6–4, 6–2       |
| 15. | 18. август 2002.    | Роџерс Куп                    | Монтреал, Канада               | Тврда   | Паола Суарез          | Рика Фујивара Аи Сугијама                | 6–4, 7–6       |
| 16. | 8. септембар 2002.  | Отворено првенство САД        | Њујорк Сити, Њујорк, САД       | Тврда   | Паола Суарез          | Јелена Дементјева Џенет Хусарова         | 6–2, 6–1       |
| 17. | 14. септембар 2002. | Турнир у Баији                | Баија, Бразил                  | Тврда   | Паола Суарез          | Емили Луа Росана де лос Риос             | 6–4, 6–1       |
| 18. | 29. септембар 2002. | Турнир банке Комонвелта       | Бали, Индонезија               | Тврда   | Кара Блек             | Светлана Кузњецова Аранча Санчез Викарио | 6–2, 6–3       |
| 19. | 13. април 2003.     | Куп породичног круга          | Чарлстон, Јужна Каролина, САД  | Шљака   | Паола Суарез          | Џенет Хусарова Кончита Мартинез          | 6–0, 6–3       |
| 20. | 11. мај 2003.       | Немачка опен                  | Берлин, Немачка                | Шљака   | Паола Суарез          | Ким Клајстерс Аи Сугијама                | 6–3, 4–6, 6–4  |
| 21. | 23. август 2003.    | Пилот пен тенис               | Њухевен, Конектикат, САД       | Тврда   | Паола Суарез          | Алиша Молик Магуи Серна                  | 7–6, 6–3       |
| 22. | 7. септембар 2003.  | Отворено првенство САД        | Њујорк Сити, Њујорк, САД       | Тврда   | Паола Суарез          | Светлана Кузњецова Мартина Навратилова   | 6–2, 6–3       |
| 23. | 10. новембар 2003.  | ВТА првенство                 | Лос Анђелес, Калифорнија, САД  | Тврда   | Паола Суарез          | Ким Клајстерс Аи Сугијама                | 6–4, 3–6, 6–3  |
| 24. | 1. фебруар 2004.    | Отворено првенство Аустралије | Мелбурн, Аустралија            | Тврда   | Паола Суарез          | Светлана Кузњецова Јелена Лиховцева      | 6–4, 6–3       |
| 25. | 21. март 2004.      | Индијан Велс мастерс          | Индијан Велс, Калифорнија, САД | Тврда   | Паола Суарез          | Светлана Кузњецова Јелена Лиховцева      | 6–1, 6–2       |
| 26. | 18. април 2004.     | Куп породичног круга          | Чарлстон, Јужна Каролина, САД  | Шљака   | Паола Суарез          | Мартина Навратилова Лиса Рејмонд         | 6–4, 6–1       |
| 27. | 3. јун 2004.        | Отворено првенство Француске  | Париз, Француска               | Шљака   | Паола Суарез          | Светлана Кузњецова Јелена Лиховцева      | 6–0, 6–3       |
| 28. | 11. септембар 2004. | Отворено првенство САД        | Њујорк Сити, Њујорк, САД       | Тврда   | Паола Суарез          | Светлана Кузњецова Мартина Навратилова   | 6–4, 7–5       |
| 29. | 31. октобар 2004.   | Фортис шампионат              | Луксембург, Луксембург         | Тврда   | Паола Суарез          | Џил Крејбас Марлен Вајнгартнер           | 6–1, 6–7, 6–3  |
| 30. | 5. март 2005.       | Дубаи опен                    | Дубаи, УАЕ                     | Тврда   | Паола Суарез          | Светлана Кузњецова Алиша Молик           | 6–7, 6–2, 6–1  |
| 31. | 19. март 2005.      | Индијан Велс мастерс          | Индијан Велс, Калифорнија, САД | Тврда   | Паола Суарез          | Нађа Петрова Меган Шонеси                | 7–6, 6–1       |
| 32. | 17. април 2005.     | Куп породичног круга          | Чарлстон, Јужна Каролина, САД  | Шљака   | Кончита Мартинез      | Ивета Бенешова Квета Пешке               | 6–1, 6–4       |
| 33. | 4. јун 2005.        | Отворено првенство Француске  | Париз, Француска               | Шљака   | Паола Суарез          | Кара Блек Лајзел Хјубер                  | 4–6, 6–3, 6–3  |
| 34. | 7. август 2005.     | Акјура класик                 | Сан Дијего, Калифорнија, САД   | Тврда   | Кончита Мартинез      | Данијела Хантухова Аи Сугијама           | 6–7, 6–1, 7–5  |
| 35. | 13. август 2006.    | Лос Анђелес опен              | Лос Анђелес, Калифорнија, САД  | Тврда   | Паола Суарез          | Данијела Хантухова Аи Сугијама           | 6–3, 6–4       |
| 36. | 24. септембар 2006. | Кина опен                     | Пекинг, Кина                   | Тврда   | Паола Суарез          | Ана Чакветадзе Јелена Веснина            | 6–2, 6–4       |
| 37. | 1. октобар 2006.    | Хенсол Кореја опен            | Сеул, Јужна Кореја             | Тврда   | Паола Суарез          | Чија-јунг Чуанг Маријана Дијаз-Олива     | 6–2, 6–3       |
| 38. | 5. август 2007.     | Нордеа опен                   | Стокхолм, Шведска              | Тврда   | Анабел Медина Гаригес | Чин-Веј Чан Тетјана Лужанска             | 6–1, 5–7, 10-6 |
| 39. | 11. јануар 2008.    | Мурила Хобарт интернешнл      | Хобарт, Аустралија             | Тврда   | Анабел Медина Гаригес | Елени Данилидоу Јасмин Војр              | 6–2, 6–4       |
| 40. | 6. јун 2008.        | Отворено првенство Француске  | Париз, Француска               | Тврда   | Анабел Медина Гаригес | Кејси Деласква Франческа Скјавоне        | 2–6, 7–5, 6–4  |
| 41. | 27. јул 2008.       | Словенија опен                | Порторож, Словенија            | Тврда   | Анабел Медина Гаригес | Вера Душевина Јекатарина Макарова        | 6–4, 6–1       |